# Zoe Petre
Zoe Petre (n. 23 august 1940, București, România – d. 1 septembrie 2017, București, România) a fost un istoric, publicist și om politic român. În perioada 1990-1996 a fost decan al Facultății de Istorie a Universității din București. Între 1996-2000, în mandatul Emil Constantinescu, a îndeplinit funcția de consilier prezidențial pentru politică internă și externă.

## Biografie

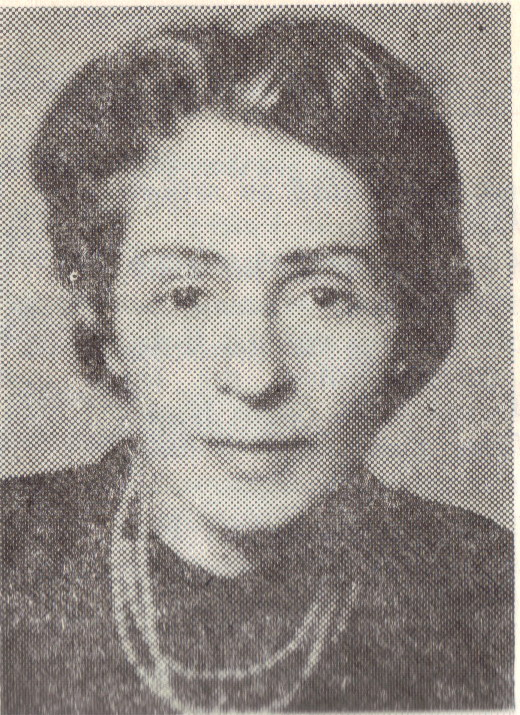
Paleografa și numismata Florica Moisil, mama Zoei Petre

Zoe Petre este fiica a lui Emil Condurachi (1912-1987), profesor de istorie antică și arheologie la Universitatea București, ulterior director al Institutului de Arheologie și al șantierului de la Histria, respectiv academician. Florica C. Moisil (1909-1977), mama ei, cercetător la Biblioteca Academiei, a fost fiica lui Constantin Moisil, întemeietorul numismaticii științifice în România și sora matematicianului Grigore C. Moisil.
A urmat Liceul Clasic, apoi, între anii 1956 și 1961, Facultatea de Istorie din București, specialitatea Istorie antică și arheologie. După absolvirea facultății, a lucrat în învățământul superior ca profesoară de istorie antică la Facultatea de Istorie. A fost pe rând preparator (1961-1968), asistent (1968-1978), lector (1978-1990) și apoi profesor universitar (din 1990) la aceeași facultate, predând cursuri de istorie a lumii antice, epigrafie greacă și latina, istorie a civilizațiilor din Antichitate.
În anul 1978, a obținut titlul științific de Doctor în istorie, cu teza "Formarea ideologiei democratice în Grecia antică", conducător științific fiind prof. dr. acad. Dionisie M. Pippidi. A deținut apoi funcțiile de șef al Catedrei de Istorie Antică și Arheologie a Facultății de Istorie,  decan al Facultății de Istorie din București (1990-1996) și apoi de director al Școlii doctorale din cadrul aceleiași facultăți (din 2005).
A susținut conferințe la universitățile din: Strasbourg, Lille, Amiens, Bruxelles, Cambridge (Marea Britanie). A fost profesor asociat al École des Hautes Études en Sciences Sociales (Paris), Centre „Louis Gernet” d’études comparées sur les sociétés anciennes; al Universității „Jules Verne” din Amiens; visiting professor al Universității Harvard, Cambridge, Mass.; visiting researcher al Universității Columbia, New York. Ca o recunoaștere a activității sale, a fost numită ca director (1994-1996) și director onorific (1996-2002) al Ecole Doctorale Régionale en Sciences Sociales de Bucarest.

## Activitate politică și socială
S-a căsătorit în anul 1961 cu arheologul Aurelian Petre (1925-1982) și au avut doi fii: Dan Petre (profesor de relații internaționale la Facultatea de Științe Politice a Universității din București și fost consilier prezidențial) și Dinu Petre (avocat).
După Revoluția din decembrie 1989, Zoe Petre s-a manifestat activ ca o personalitate culturală de prim rang, în cadrul societății civile. A fost membru al Centrului de Studierea Imaginii (CESI) al Universității din București și al Universității de Arhitectură și Urbanism „Ion Mincu”. De asemenea, a fost membru fondator (1990) și președinte (2001-2003) al Solidarității Universitare, membru fondator al Alianței Civice (1990), membru fondator și vicepreședinte al Fundației Române pentru Democrație (1993).
După ce în anii 1992 și 1996, a activat ca director de comunicare al campaniei prezidențiale a candidatului CDR, Emil Constantinescu, la data de 1 decembrie 1996, prof. dr. Zoe Petre a fost numită în funcția de consilier prezidențial pe probleme de politică internă și externă al Președintelui României, Emil Constantinescu  și coordonator al Departamentului de Politici Publice al Președinției României. A îndeplinit această funcție până la data de 21  decembrie 2000, când a fost eliberată din funcție după ce Emil Constantinescu a părăsit postul de președinte al României .
În anul 2003 devine membru fondator și vicepreședinte al partidului "Acțiunea Populară", fondat de către fostul președinte al României, Emil Constantinescu.

## Opera
Zoe Petre a publicat numeroase lucrări și studii științifice, dintre care amintim următoarele:
- Commentaire aux Sept contre Thebès d’Eschyle (en collaboration avec Liana Lupaș),
- Les Belles Lettres, Paris (Editura Academiei Române, București, 1981) - pentru care a obținut Premiul „Timotei Cipariu” al Academiei Române),
- Civilizația greacă și originile democrației (București, 1993),
- Societatea greacă arhaică și clasică (texte antice traduse și comentate) (București, 1994),
- Cetatea greacă, între real și imaginar (București, 2000),
- Vârsta de bronz (eseuri) (București, 2000),
- Practica Nemuririi. O lectură critică a izvoarelor grecești referitoare la geți (Iași 2004).
- La Roumanie après 1989 (en collaboration avec Catherine Durandin, Paris 2008).

De asemenea, a publicat peste 100 de studii științifice și comunicări la congrese și colocvii internaționale. Publică frecvent articole în reviste culturale (« 22 », « Dilema Veche », Observatorul Cultural ») și în cotidiane.

## Distincții obținute

### Premii
- Premiul Timotei Cipariu al Academiei Române (1981);
- Premiul Nicolae Iorga al Ministerului Culturii (1990);
- Premiul Mihai Viteazul al Societății Mihai Viteazul – Călugăreni (1995).

### Ordine și distincții
- „Legiunea de Onoare” - Comandor (Franța), (1999)[8]
- Ordinul „Dom Infante Enrique” - Mare Ofițer (Portugalia), (1999)
- Ordinul „Danebrog” - Mare Cruce (Danemarca), (2000)
- Ordinul Național „Serviciul Credincios” al României - Mare Cruce (30 noiembrie 2000)[9]